# Università statale della Pennsylvania
La Pennsylvania State University (Università statale della Pennsylvania), conosciuta anche come Penn State e PSU, è un'università pubblica dello Stato della Pennsylvania, con sede nella cittadina di State College. Fondata nel 1855, l'università ha il triplice scopo educativo, di ricerca e di servizio pubblico.
I circa 44 000 studenti che si iscrivono ogni anno all'università ne fanno una delle più grandi degli Stati Uniti d'America. Nell'anno accademico 2009–10 l'università raggiungeva circa i 94 300 studenti nei suoi 20 campus e online attraverso il proprio World Campus.
Più di 7000 studenti stranieri provenienti da 130 paesi
e 300 programmi di scambio internazionale ne fanno una delle università americane più ambite dagli studenti di tutto il mondo.
In tutti i suoi campus offre 275 corsi di laurea ed è annoverata fra le top 50 università al mondo in quasi tutte le principali discipline fra cui business ed economia, chimica, fisica, informatica, ingegneria, matematica, psicologia, scienze politiche, scienze spaziali, sociologia, statistica e molte altre materie di studio.
Fra i suoi ex alunni annovera premi Nobel, politici, capi di stato, astronauti ed amministratori delegati di aziende, essendo anche la seconda università al mondo per numero di CEO (Chief Executive Officer) dopo Stanford e prima di Harvard, Berkeley, MIT.
Secondo le classifiche istituzionali della National Science Foundation è seconda solo alla Johns Hopkins per le spese di ricerca scientifica ed ingegneristica e si contende con il Massachusetts Institute of Technology il numero di settori di ricerca in cui è nella top ten mondiale degli investimenti che nell'anno 2016 sono stati di $836 milioni.
Eletta nel 2021 come prima Università negli USA per il networking (prima di Virginia Tech e Stanford) può contare su una rete di alumni (ex alunni) fra le maggiori al mondo.
La Penn State è stata uno dei membri fondatori del Worldwide Universities Network (WUN), che include 17 università negli Stati Uniti, Asia ed Europa. Questa rete facilita la collaborazione fra gli istituti di ricerca e coordina gli scambi fra i membri delle facoltà e gli studenti.
Ogni anno l'istituto tiene il Penn State IFC/Panhellenic Dance Marathon (THON), il più grande evento di filantropia studentesco del mondo. Questo si tiene al Bryce Jordan Center al campus dell'University Park. Nel 2012 questa maratona ha raccolto un record di 10,69 milioni di dollari a favore del cancro infantile.
Lo Schreyer Honors College (o SHC) è il programma con lode della Pennsylvania State University. Fondato nel 1980 come University Scholars Program, è stato ampliato e ribattezzato nel 1997 in risposta a una donazione di 30 milioni di dollari da parte di William e Joan Schreyer.
I requisiti per le candidature degli studenti in entrata includono ottimi voti di scuola superiore, forti attività extracurriculari e referenze positive degli insegnanti. Il GPA medio delle scuole superiori è in genere 4.00/4.00

## Sport
Le squadre sportive di Penn State competono nella NCAA Division I e collettivamente sono conosciute come Penn State Nittany Lions.
In questa scuola ha giocato per la prima volta a 
basket Jeff Brooks giocatore che attualmente gioca nella nazionale italiana
```
Nella maggior parte degli sport competono nella 
Big Ten Conference
.
```

### Football americano
La squadra di football americano è chiamata Nittany Lions. Giocano nel Beaver Stadium, il secondo impianto sportivo più capienti di tutti gli Stati Uniti, contenente 106.572 posti.
Saquon Barkley, running back, è stato chiamato alla 2ª scelta assoluta nel corso del Draft NFL 2018 dai New York Giants.